# Kirkia
Kirkia is de botanische naam van een genus van bedektzadigen. Het telt een half dozijn soorten bomen, die voorkomen in tropisch en subtropisch Afrika. Het zou vernoemd zijn naar (later sir) John Kirk (1832-1922).